# Staševica
Staševica je mjesto u Dubrovačko-neretvanskoj županiji, pripada gradu Ploče.

## Stanovništvo
U naselju, prema popisu stanovništva iz 2001. godine, obitava 918 stanovnika, a prema popisu iz 2011. godine 902 stanovnika.
| broj stanovnika | 566   | 578   | 654   | 776   | 890   | 991   | 1009  | 1013  | 913   | 970   | 1013  | 999   | 902   | 1112  | 918   | 902   | 822   |
|                 | 1857. | 1869. | 1880. | 1890. | 1900. | 1910. | 1921. | 1931. | 1948. | 1953. | 1961. | 1971. | 1981. | 1991. | 2001. | 2011. | 2021. |

## Znamenitosti

### Sakralni objekti

#### Župna crkva Svetog Anastazija (Staša)
Gradnja je započeta za vrijeme župnika fra Franje Kamenjarina, a nastavio je fra Petar Teskera. Za vrijeme župnika fra Dinka Bošnjaka 1990. sagrađen je zvonik koji je 2003. nadograđen za župnika fra Ivana Jukića. Tada su nabavljena i dva zvona od 250 i 150 kg koja su elektrificirana, a na pročelje zvonika postavljen je javni sat. Duga je 15,50 i široka 8,60 metara.

#### Crkva Svih Svetih (stara župna crkva)
Nalazi se u Bristi, a sagrađena je 1737. godine, na mjestu srušene kapele svetog Ivana. Na pročelju je zidani zvonik na preslicu za tri zvona. Na glavnom oltaru nabavljenom 1901. nalazi se slika Gospe od Zdravlja, koja je prema sačuvanoj predaji nabavljena 1764. Temeljito je obnovljena 1997. za župnika fra Stjepana Bešlića.

#### Crkva svetog Jure
Crkva od klesanog kamena nalazi se u Pasičini, a podignuta je 1897. Na pročelju je zvonik na preslicu za dva zvona. Duga je 9 i široka 5,40 metara.

#### Crkva svetog Ante Padovanskog
Prvi spomen ove crkve na Pasiki je 1765. Crkva je duga 11 i široka 5 metara, a na pročelju je zvonik na preslicu za jedno zvono. Između dva svjetska ratabila je zapuštena i krov je bio posve urušen. Temeljito je obnovljena 1998. za vrijeme župnika fra Stjepana Bešlića.

### Crkva Gospe Lurdske
Crkva na groblju Spilice-Crpala čija je gradnja započela 2002. a završetak označen njenim blagoslovom 26. listopada 2014. Građevina duga 12, široka 8, te visoka 5 metara sa zvonikom visine 10 metara djelo je splitskog arhitekta Ivana Vulića.

### Zaštićena kulturna dobra
- Arheološko nalazište ostaci crkve sv. Anastazija (Staša)
- Arheološko nalazište Grebine u Crnoči

## Sport
U Staševici djeluje boćarski klub Staševica.
Redovito se održava malonogometni turnir, koji završava na blagdan Sv. Staša, zaštitnika mjesta.